# Guzmania retusa
Guzmania retusa är en gräsväxtart som beskrevs av Lyman Bradford Smith. Guzmania retusa ingår i släktet Guzmania och familjen Bromeliaceae. Inga underarter finns listade i Catalogue of Life.